# 长萝卜螺
长萝蔔螺（学名：Radix pereger）为椎实螺科萝卜螺属的动物，是中国的特有物种。分布于黑龙江、吉林、河北、新疆等地，主要生活于池塘、沼泽、湖泊、小溪沿岸以及温泉内亦有分布。